# Joan Standing
Pour les articles homonymes, voir Standing.

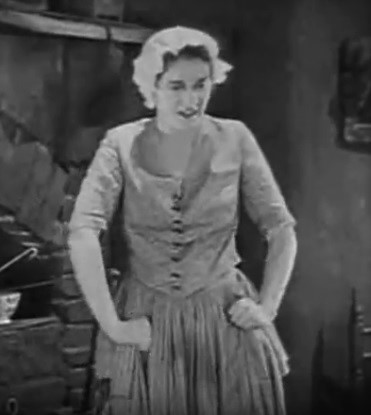
Dans Oliver Twist (1922)

Joan Standing, née le 21 juin 1903 dans le Worcestershire (lieu exact inconnu, Angleterre) et morte le 3 février 1979 à Houston (Texas), est une actrice anglaise.

## Biographie
Petite-fille d'Herbert Standing, nièce de Guy, Percy et Wyndham Standing, tous acteurs, Joan Standing contribue elle-même au cinéma à soixante-six films américains (s'étant installée aux États-Unis), depuis Tentations de Frank Lloyd (1919, avec Pauline Frederick et John Bowers) jusqu'à Li'l Abner d'Albert S. Rogell (1940, avec Martha O'Driscoll et Buster Keaton).
De sa période du muet, mentionnons également Oliver Twist de Frank Lloyd (1922, avec Jackie Coogan dans le rôle-titre et James A. Marcus), Les Rapaces d'Erich von Stroheim (1924, avec Gibson Gowland et Zasu Pitts) et Le Spahi de John Waters (1928, avec Gary Cooper et Evelyn Brent).
De sa période du parlant, citons encore La Rue de la chance de John Cromwell (1930, avec William Powell et Jean Arthur), Dracula de Tod Browning (1931, avec Béla Lugosi et Helen Chandler) et Jane Eyre de Christy Cabanne (1934, avec Virginia Bruce dans le rôle-titre et Colin Clive).
Joan Standing se retire définitivement de l'écran après Li'l Abner et meurt à Houston en 1979, à 75 ans.

## Filmographie partielle

### Période du muet
- 1919 : Tentations (The Loves of Betty) de Frank Lloyd : Slavey
- 1920 : The Branding Iron de Reginald Barker : Maude Upper
- 1920 : Froufrous de soie (Silk Hosiery) de Fred Niblo : Sophia Black
- 1922 : Oliver Twist de Frank Lloyd : Charlotte
- 1922 : Lorna Doone de Maurice Tourneur : Gwenny Carfax
- 1922 : Le Train rouge (Hearts Aflame) de Reginald Barker : Ginger
- 1923 : Le Vertige du plaisir (Pleasure Mad) de Reginald Barker
- 1924 : Le Bonheur en ménage (Happiness) de King Vidor : Jenny
- 1924 : Amours de Reine (Three Weeks) d'Alan Crosland : Isabella
- 1924 : Empty Hearts d'Alfred Santell
- 1924 : Les Rapaces (Greed) d'Erich von Stroheim : Selina
- 1924 : Les Naufragées de la vie (en) (Women Who Give) de Reginald Barker : Sophia Higginbottom
- 1924 : Le Prix de beauté (en) (The Beauty Prize) de Lloyd Ingraham : Lydia Du Bois
- 1925 : Dansons ! (The Dancers) d'Emmett J. Flynn : Pringle
- 1925 : Ranger of the Big Pines de W. S. Van Dyke
- 1926 : Fille d'Aphrodite (en) (Sandy) d'Harry Beaumont : Alice McNeil
- 1926 : Le Prince Gipsy (The Outsider) de Rowland V. Lee : Pritchard
- 1926 : Petite Championne (The Campus Flirt) de Clarence G. Badger : Harriet Porter
- 1927 : The First Night de Richard Thorpe : Mme Miller
- 1927 : Ritzy réalisé par Richard Rosson
- 1928 : Laura et son chauffeur (en) (Home, James) de William Beaudine : Iris Elliot
- 1928 : Le Spahi (Beau Sabreur) de John Waters : Maudie

### Période du parlant
- 1930 : La Rue de la chance (Street of Chance) de John Cromwell : Mlle Abrams
- 1930 : For the Love o' Lil de James Tinling : la femme de chambre
- 1931 : Dracula de Tod Browning : l'infirmière Briggs
- 1931 : Fascination (Possessed) de Clarence Brown : la secrétaire de Whitney
- 1931 : Une femme moderne (The Age for Love) de Frank Lloyd
- 1932 : L'Homme que j'ai tué (Broken Lullaby) d'Ernst Lubitsch : la fleuriste
- 1933 : Goldie Gets Along (en) de Malcolm St. Clair : la secrétaire du maire
- 1934 : Jane Eyre de Christy Cabanne : Daisy
- 1935 : The Headline Woman (en) de William Nigh : Sadie, la secrétaire de Chase
- 1936 : Le Petit Lord Fauntleroy (Little Lord Fauntleroy) de John Cromwell : Dawson
- 1940 : Li'l Abner de Albert S. Rogell : Kitty Hoops